# Patricia Arquette
Patricia Arquette (ur. 8 kwietnia 1968 w Chicago w stanie Illinois) – amerykańska aktorka, laureatka nagrody Emmy. Zdobywczyni Oscara w kategorii Najlepsza aktorka drugoplanowa za film Boyhood. Pochodzi z aktorskiej rodziny – jest siostrą aktorów Davida, Rosanny, Richmonda i Alexis Arquette.
W roku 1995 poślubiła aktora Nicolasa Cage’a, z którym rozstała się po sześciu latach.
W 2015 roku zdobyła Oskara za rolę aktorki drugoplanowej w filmie Boyhood, a w 2019 nagrodę Emmy za rolę Dee Dee Blanchard w The Act w kategorii Najlepsza aktorka drugoplanowa w miniserialu lub filmie telewizyjnym.

## Filmografia
| Rok       | Tytuł                                                     | Rola                               | Uwagi |
| --------- | --------------------------------------------------------- | ---------------------------------- | ----- |
| 1986      | Pretty Smart                                              | Zero                               |       |
| 1987      | Koszmar z ulicy Wiązów III: Wojownicy snów                | Kristen Parker                     |       |
| 1988      | Far North                                                 | Jilly                              |       |
| 1990      | Prayer of the Rollerboys                                  | Casey                              |       |
| 1991      | The Indian Runner                                         | Dorothy                            |       |
| 1992      | Trouble Bound                                             | Kit Califano                       |       |
| 1992      | Kim jesteś, Monkey Zetterland? (Inside Monkey Zetterland) | Grace Zetterland                   |       |
| 1993      | Prawdziwy romans                                          | Alabama Worley                     |       |
| 1994      | Ed Wood                                                   | Kathy O’Hara                       |       |
| 1994      | Święty związek (Holy Matrimony)                           | Havana                             |       |
| 1995      | Ucieczka z Rangunu                                        | Laura Bowman                       |       |
| 1996      | Igraszki z losem                                          | Nancy                              |       |
| 1996      | Infinity                                                  | Arline Greenbaum                   |       |
| 1997      | Zagubiona autostrada                                      | Renee Madison / Alice Wakefield    |       |
| 1997      | Straż nocna                                               | Katherine                          |       |
| 1998      | The Hi-Lo Country                                         | Mona Birk                          |       |
| 1999      | Bringing Out the Dead                                     | Mary Burke                         |       |
| 1999      | Stygmaty                                                  | Frankie Paige                      |       |
| 2000      | Mały Nicky                                                | Valerie Veran                      |       |
| 2001      | Human Nature                                              | Lila Jute                          |       |
| 2002      | The Badge                                                 | Scarlet                            |       |
| 2003      | Deeper Than Deep                                          | Linda Lovelace                     |       |
| 2003      | Kto pod kim dołki kopie...                                | Miss Kathryn 'Kissin' Kate' Barlow |       |
| 2003      | Małe jest piękne                                          | Lucy                               |       |
| 2005–2011 | Medium (serial TV)                                        | Allison DuBois                     |       |
| 2006      | Fast Food Nation                                          | Cindy                              |       |
| 2008      | A Single Woman                                            | narrator                           | głos  |
| 2012      | Edukacja Grace                                            | panna Armstrong                    |       |
| 2013      | VJ i ja                                                   | Julia                              |       |
| 2013      | Portret umysłu Charlesa Swana III                         | Izzy                               |       |
| 2014      | Boyhood                                                   | Olivia Evans                       |       |
| 2014      | Electric Slide                                            | Tina                               |       |
| 2015–2016 | CSI: Cyber (serial TV)                                    | dr Avery Ryan                      |       |
| 2017      | Permanent                                                 | Jeanne Dickson                     |       |